# Musée Comtadin-Duplessis
Le musée Comtadin-Duplessis est un musée municipal de Carpentras, reconnu musée de France. Il présente des collections sur l'histoire du Comtat Venaissin et des collections de tableaux et de sculptures. L'institution est connue dans le monde de l'art pour abriter notamment le chef-d’œuvre Gamines (1890) de la peintre impressionniste Louise Catherine Breslau, acheté par l’État en 1893 à l'initiative de Puvis de Chavannes, alors président de la Société nationale des Beaux-Arts.

## Historique

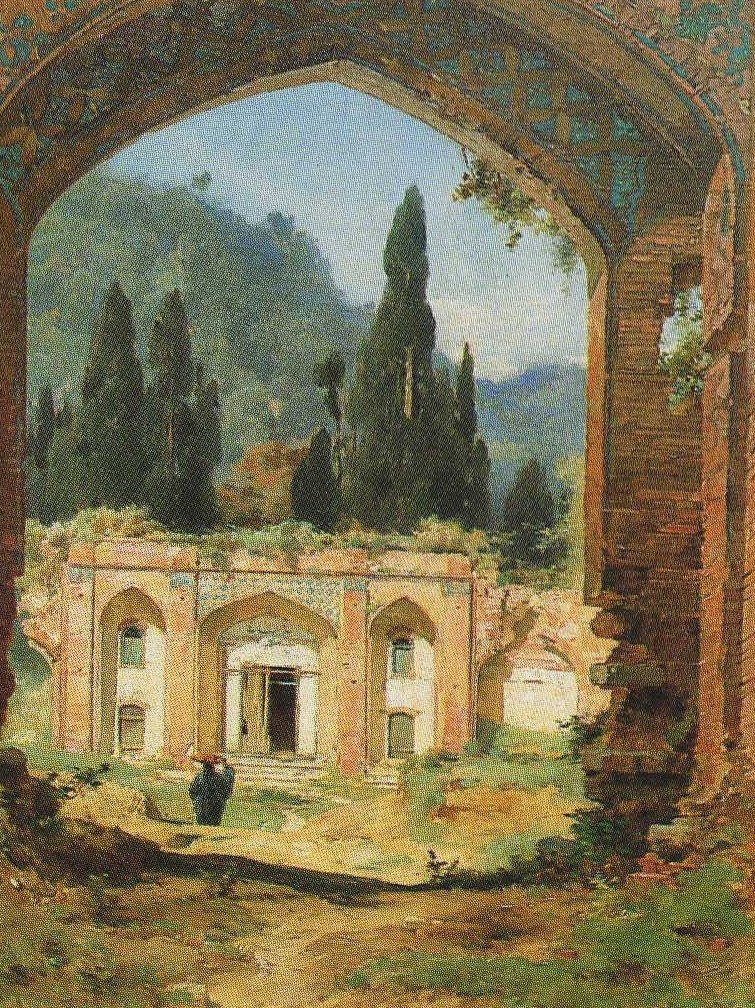
Jules Laurens, Ruines du Palais d'Ashraff, huile sur toile, musée Comtadin-Duplessis.

Le musée Comtadin-Duplessis dépend de la bibliothèque Inguimbertine. À l'origine, les collections archéologiques, picturales, graphiques et scientifiques réunies par Joseph-Dominique d'Inguimbert (1683-1757) étaient présentées dans les salles de la bibliothèque, comme l'atteste un descriptif de 1757 conservé aux archives départementales de Vaucluse. Lors du déménagement de la bibliothèque dans l'hôtel d'Allemand en 1847, ces différentes collections continuent de côtoyer les œuvres  écrites. C'est en 1888 qu'est inauguré, grâce au financement privé d'Antoine Eysséric et Casimir Pascal, un nouveau bâtiment parallèle à la bibliothèque. Ce bâtiment, construit par l'architecte Jean Camille Formigé (1845-1926), sur le modèle des musées parisiens, accueille les collections de beaux-arts à l'étage, le rez-de-chaussée étant occupé par l'école municipale de dessin. Ce lieu prend le nom de musée Duplessis, en hommage au peintre carpentrassien Joseph Siffrein Duplessis. En 1913, sur l'exemple du Museon Arlaten de Frédéric Mistral, est fondé le musée comtadin (museon Countadin), présentant les collections d'arts et traditions populaires du Comtat Venaissin. Il occupe les salles du rez-de-chaussée en lieu et place de l'école municipale de dessin.

## Collections

### Les collections d'ethnographie
La salle comtadine présente les donatifs du Mont-de-Piété de Carpentras, les ex-voto de Notre-Dame-de-Santé, des coiffes comtadines, des crèches et santons, des artefacts de l'activité artisanale locale (appeaux de la maison Raymond, sonnailles de la fabrique Simon, clefs).

### Les collections de beaux-arts

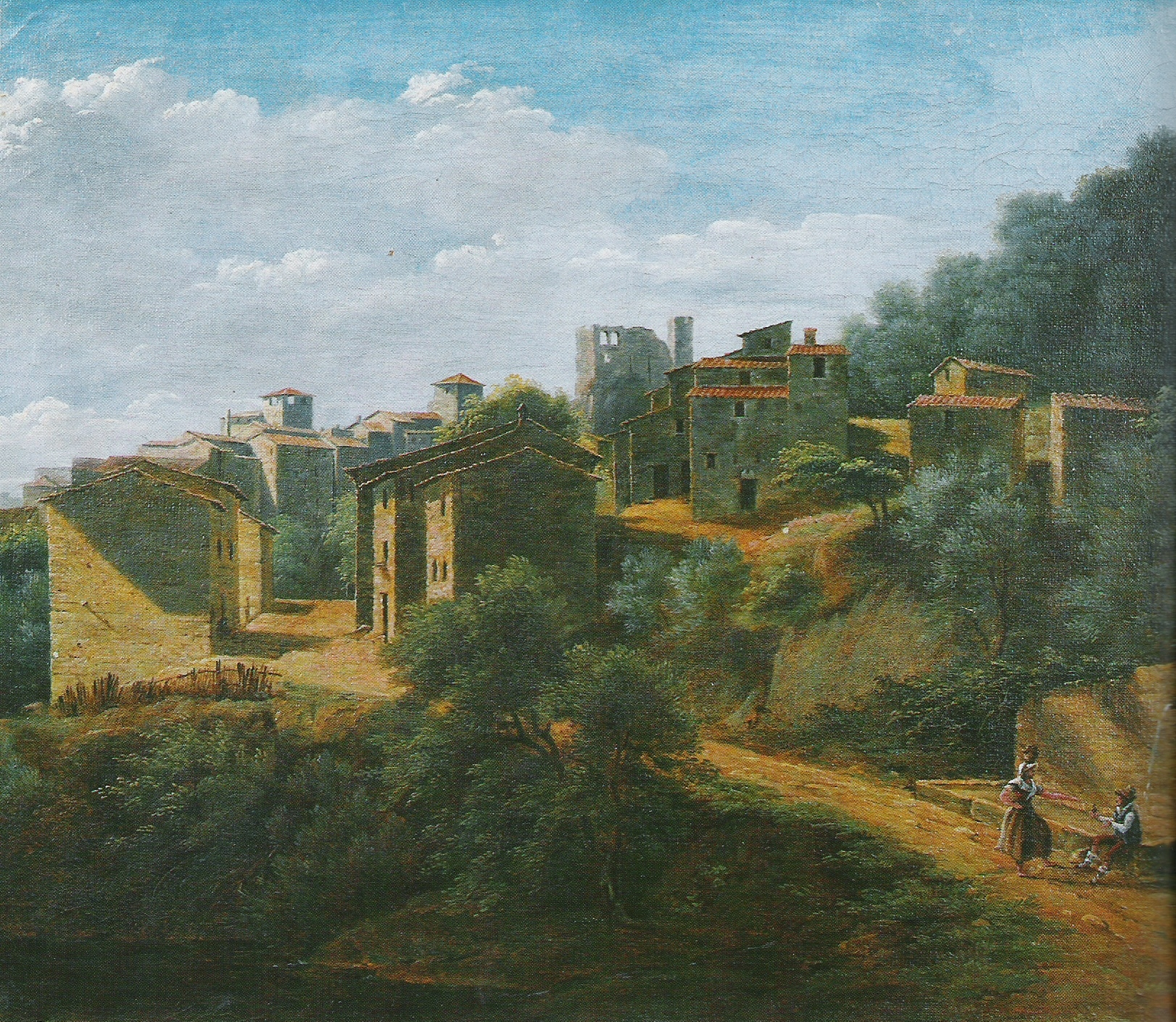
Jean-Joseph-Xavier Bidauld, Beaumes-de-Venise, huile sur toile, musée Comtadin Duplessis.

Les collections de beaux-arts du musée regroupent plusieurs écoles artistiques :
- Œuvres de Primitifs provençaux : 
  - Nicolas Dipre : La Rencontre à la Porte Dorée (huile sur bois 1499-1500)
  - Anonyme : Adoration des Mages (huile sur bois, provient de la cathédrale Saint-Siffrein).
- Peintures italiennes : 
  - Pierre de Cortone (atelier) : Santa Dafrosa.
  - Corrado Giaquinto : Assomption de la Vierge.
  - Francesco Zuccarelli : Repos au bord d'un ruisseau.
  - Francesco Fieravino dit il Maltese : Figure d'un moine grec
- Peintures des écoles du nord :
  - Pieter Boel : Têtes d'oies et de canards
  - Egbert van der Poel : Devant la ferme.
  - Roelandt Savery : L'arche de Noé.
  - Frans Snyders : La Poissonnerie.
  - Lucas van Uden : Paysage d'été, la fenaison
  - David Teniers le Jeune (École de) : Deux Buveurs jouant aux dés, Un Buveur avec une femme lui allumant sa pipe
- Peintures françaises : 
  - Hyacinthe Rigaud (atelier) : Portrait de l'abbé de Rancé.
  - Carl van Loo (attribué) : Portrait de Joseph Fornery
  - Pierre Parrocel : La Conception (attribué), Cardinal Aldobrandini, Cardinal de Tencin, Cardinal Laurent Corsini (futur Clément XII)
  - Étienne Parrocel : Vierge à l'Enfant
  - Joseph Vernet : Clair de lune (1753), Incendie nocturne, Le Calme (vers 1735), La Tempête (vers 1735).
  - Joseph-Siffrein Duplessis : Le cénacle, Sacrifice à Pan, Portrait de Madame de Saint-Paulet, Portrait de Joseph Péru (vers 1795), Portrait de l'abbé Arnaud (vers 1764), Autoportrait (1780), Portrait de Gabriel Raymond d'Olivier Durouret (1774), Saint Pierre en extase (1774).
  - Jean-Joseph-Xavier Bidauld : Scène de la vie italienne : le Saint Sacrement porté aux malades, Carpentras, côté nord (1809), Vue du couvent de Grotta Ferrata et de ses environs à cinq lieues de Rome (1844), Beaumes-de-Venise, Paysage d'Italie (1839), L'aqueduc de Carpentras.
  - Lancelot Théodore Turpin de Crissé : Apollon chassé du ciel enseigne la musique aux bergers (1824)
  - Félix-Hippolyte Lanoüe : Vue des gorges de Sassenage
  - Jean-Joseph Bonaventure Laurens
  - Jules Laurens : Ulysse et Nausicaa (1845), L'Aqueduc de Carpentras et le Mont Ventoux (entre 1840-1850), Le mont Ventoux (effet du matin), vu de Carpentras à Bédoin au-dessus de Saint-Pierre-de-Vassols, Portrait de Vély Beck, Les ruines du palais d'Aschraff, Dans la campagne de Trébizonde.
  - Jules Didier : Jules Laurens en manteau syrien (1854), Jules Laurens peignant l'Euphrate (1857)
  - Louis Desmarest : Portrait de Jules Laurens
  - Évariste de Valernes : La convalescente (1868), Les Provençales (vers 1890).
  - Joseph Eysséric : Le Soleil de Minuit en Norvège (1892).
  - Henri Bouchet-Doumenq : Rêveuse
  - Jean-Joseph Bellel : La Fuite en Égypte (1855).
  - Paul Saïn : Une Vesprée d'Avignon, Portrait de Joseph Eysséric, Le Chemin de la corniche à Villeneuve-les-Avignon, En Provence, Berger en prière à Sainte-Garde
  - Félix Durbesson : Le Petit Cireur (1884), Autoportrait.
  - Louis Agricol Montagné : Avignon soleil couchant
  - Clément Brun
  - Denis Bonnet : Monseigneur d'Inguimbert, copie d'après La Vierge au silence par Carrache, Carpentras en 1804, François Vincent Raspail à l'école de Monsieur Dutrain, Marché aux cochons.
  - Marius Breuil
  - Louise Catherine Breslau : Gamines (1890).
  - Ada Cabane : Farniente
  - Némorin Cabane : Dans la Crau
  - Louis Henri Bonneton : Pont du château, bords de l'Allier (1904).
  - Auguste Truphème : À l'École.
  - Robert Génicot : Copie d'après le portrait de Voyer de Paulmy d'Argenson par Hyacinthe Rigaud
  - Paul Surtel
  - Ibrahim Shahda
  - Pierre de Champeville
- Sculptures françaises : Jacques Bernus, Henri Allouard
- Peinture orientale
- Tableaux de l'art qajar (dynastie régnant sur la Perse au XIXe siècle)

Peintures françaises
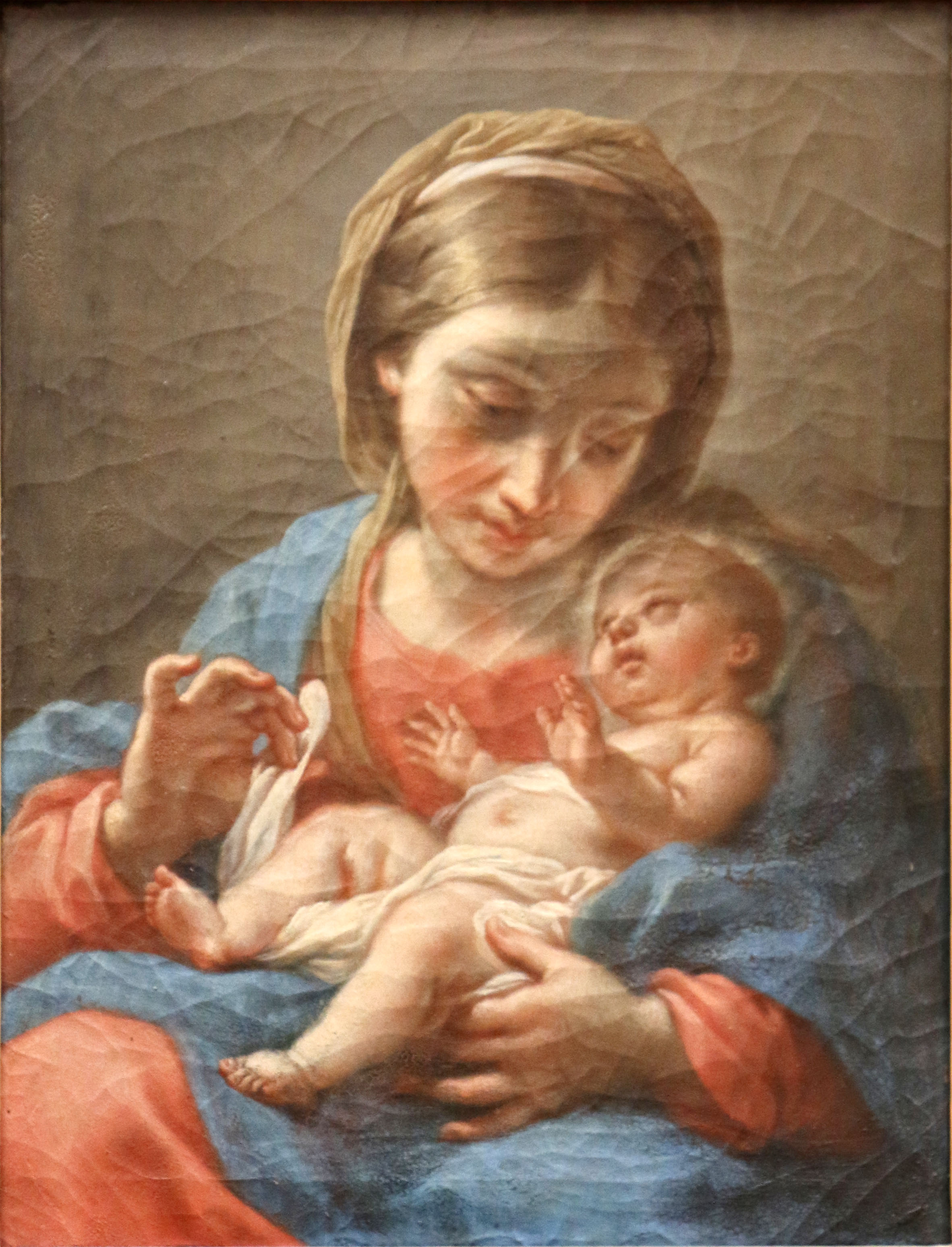
Étienne Parrocel, Vierge à l'Enfant.
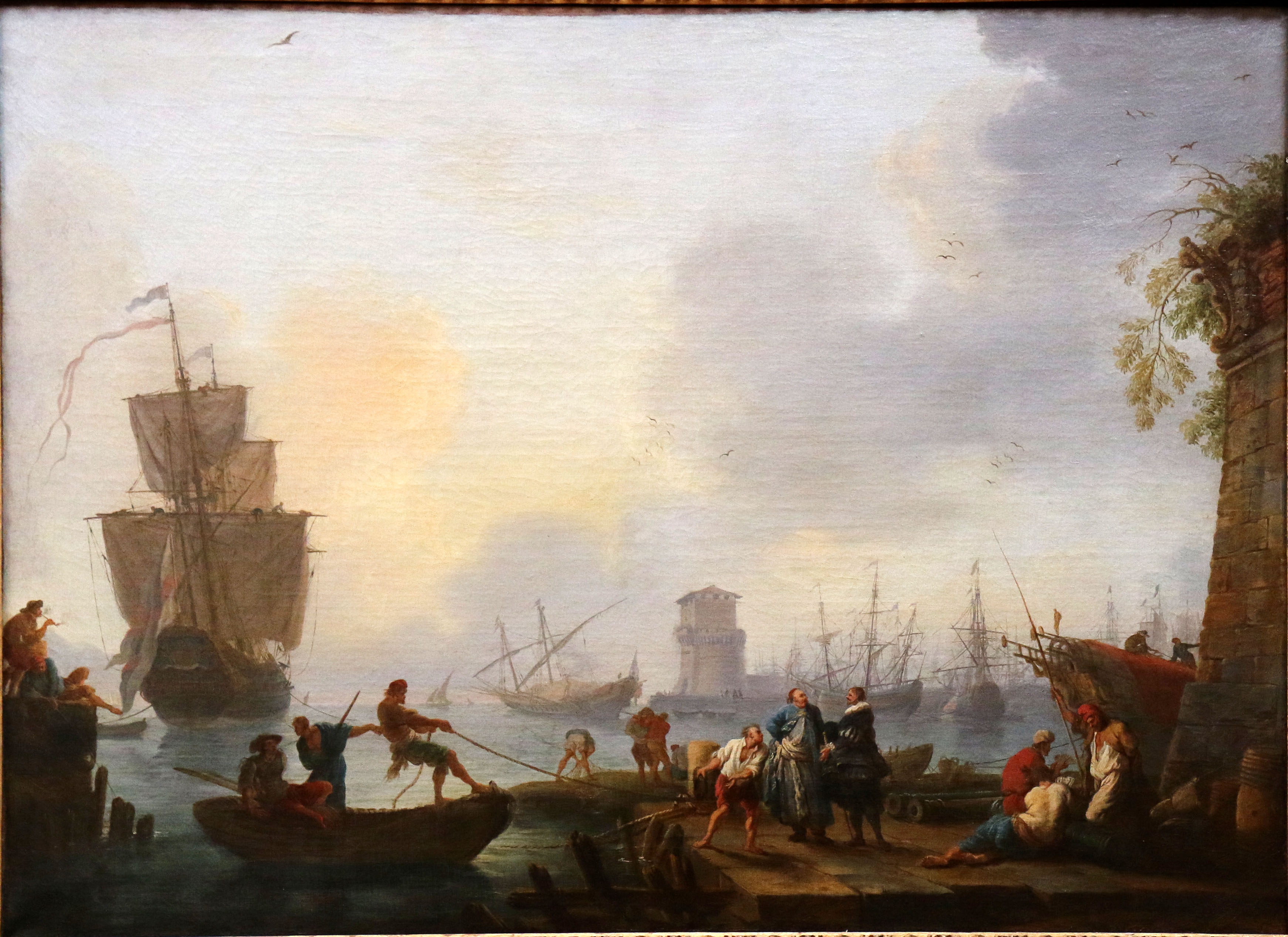
Joseph Vernet, Le Calme.
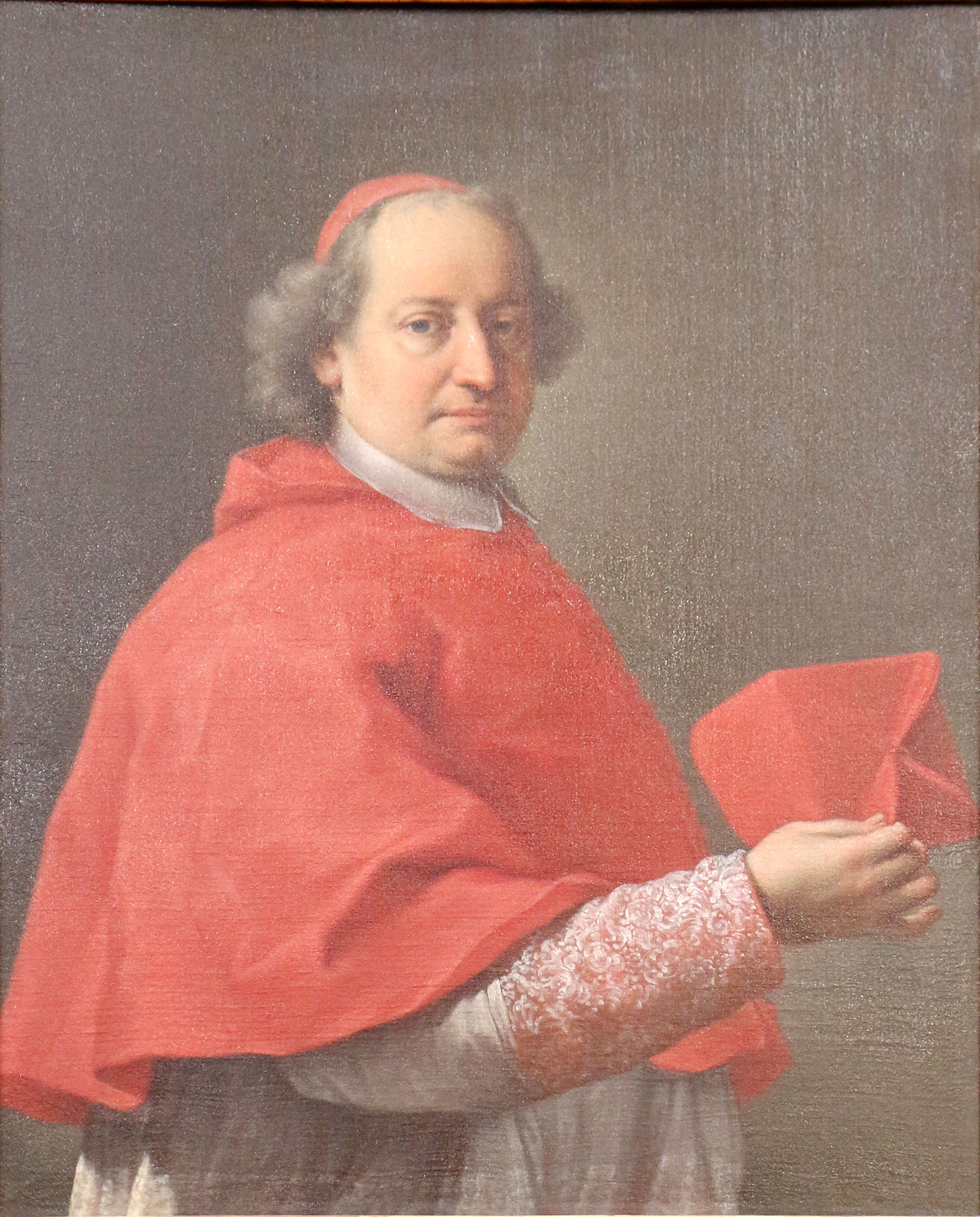
Pierre Parrocel, Cardinal Aldobrandini.
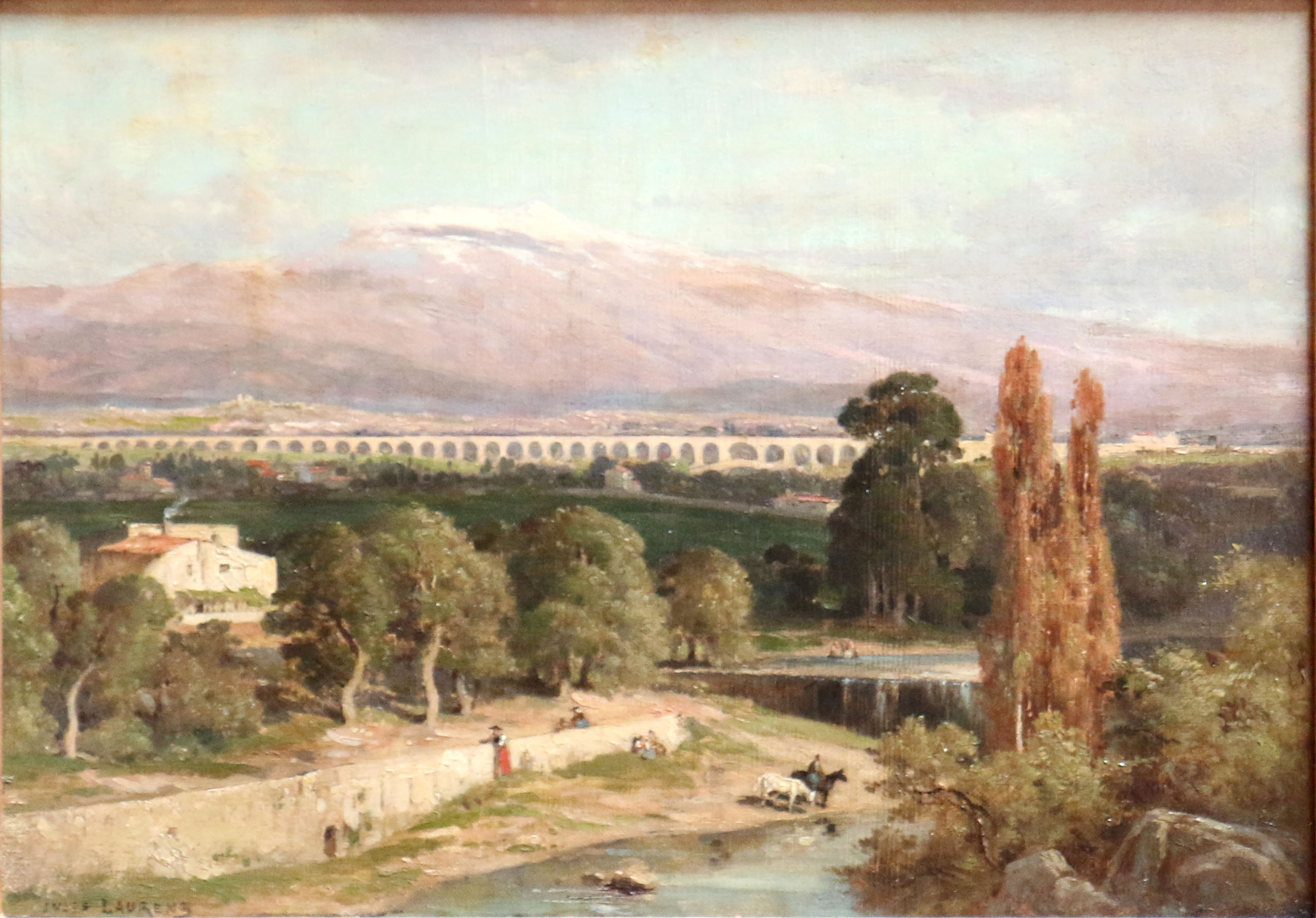
Jules Laurens, Aqueduc de Carpentras.
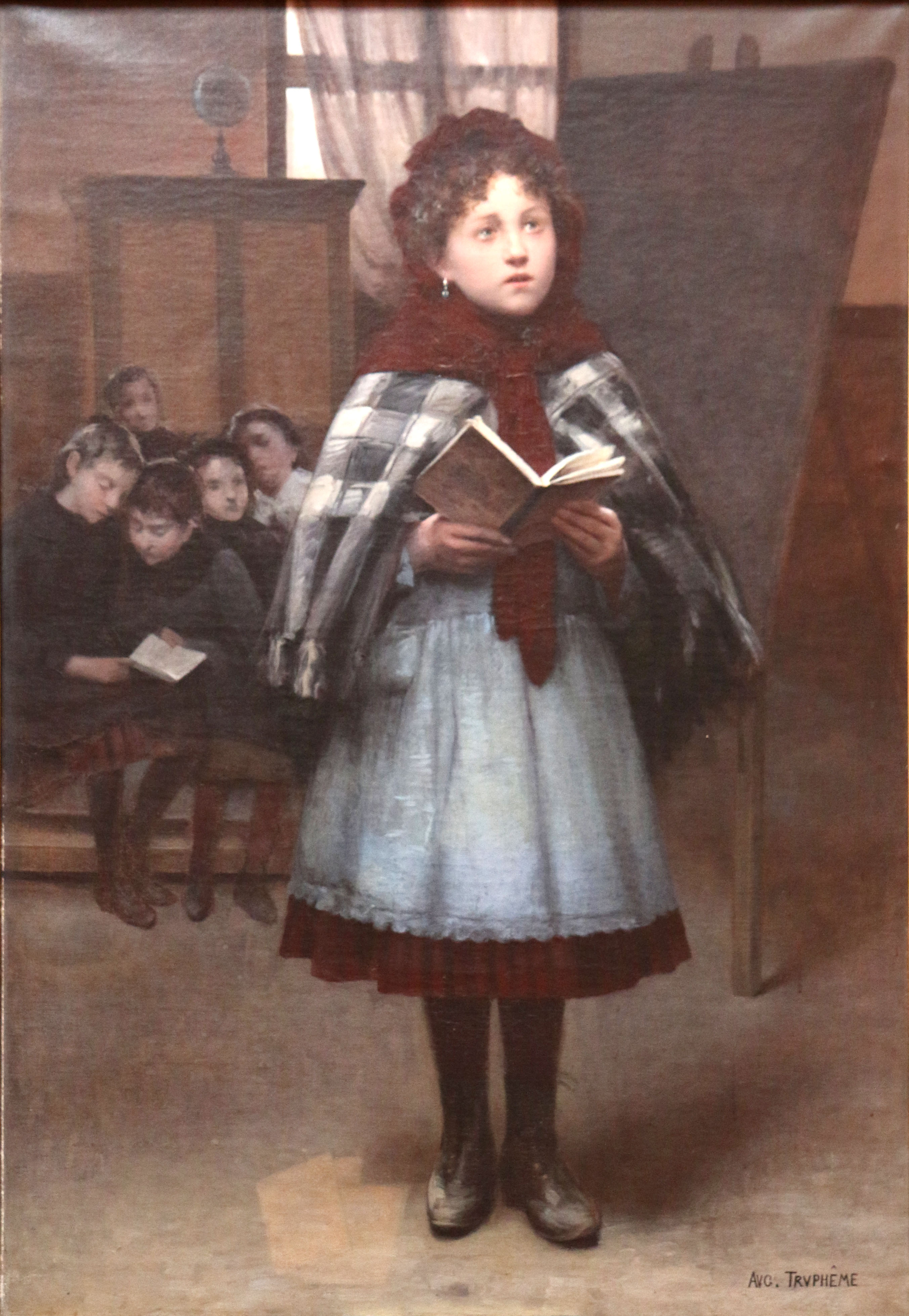
Auguste Truphème, À l'école.

## Pour en savoir plus